# کاینتیک
کاینتیک (انگلیسی: Qinetiq) شرکت هوافضا و صنایع جنگ‌افزاری بریتانیایی است، که در سال ۲۰۰۱ تأسیس شد.